# 铅球
鉛球是田徑運動場上的其中一項運動，是屬於投擲項目，它對增強體質特為有效，當中更能發展上下肢力量的功能。

## 歷史
推鉛球的運動於14世紀40年代中的歐洲左右，當時大炮已經存在，大炮使用之實心炮彈呈圓形，以金屬製造。當時的士兵在無需作戰時流行以炮彈作為擲遠比賽用的工具，這就是推鉛球的始祖。
在19世紀時英國最先把推鉛球項目列入田徑的其中一個項目，後來，推鉛球項目曾經把運動員以體重分級，如柔道項目般，但最後成績証明了推鉛球項目最重要的是合適技巧。
當時標準的男子鉛球重量為十六磅，據說在14世紀時，炮彈的重量也是十六磅。

## 現代的鉛球
現代鉛球在當初成為田徑體育運動後，最早期是採用原地推鉛球的技術，後來經過時間的演變，逐漸出現了林林總總的方法，如側向前、側向滑步推。直至20世紀50年代左右，美國推鉛球運動員創立了背向滑步推的新技術。目前許多國家頂尖男子鉛球選手已改用旋轉式技術，女子鉛球仍以採用滑步式居多。
運動員在推鉛球之時需要在直徑2.135米的圓形區內，以單手把球從肩上推出，鉛球必定要落在落地區中角度線以內方為有效。
在鉛球上，它以鐵以及鉛製造，在常規的比賽中，男子鉛球重7.26千克，直徑11至13厘米，女子鉛球直徑9.5至11厘米，重量是為四千克。
在量度上，鉛球需以地痕之最近端拉向推擲圈之圓心，以推擲圈內緣至鉛球著地痕跡近緣之距離為成績，距離之計算需以0.01米為最小單位，不足0.01米並不計算在內。